# Margie Sudre
Marguerite (Margie) Sudre (ur. 17 października 1943 w Vinh) – francuska i reuniońska polityk, samorządowiec i lekarka, była przewodnicząca reuniońskiej rady regionalnej, eurodeputowana V i VI kadencji (1999–2009).

## Życiorys
W 1976 uzyskała specjalizację w zakresie anestezjologii i reanimacji, a rok później stopień doktora nauk medycznych. Do 1995 praktykowała w zawodzie anestezjologa. Następnie przez dwa lata pełniła funkcję sekretarza stanu w rządzie centralnym, odpowiadając za sprawy ludności francuskojęzycznej.
Od 1993 do 1998 była przewodniczącą rady regionalnej Reunionu, później zasiadała w dalszym ciągu w tej radzie.
W wyborach w 1999 i 2004 była wybierana do Parlamentu Europejskiego. Na V kadencję uzyskała mandat z listy RPR-DL (jako przedstawicielka gaullistów), na VI kadencję z ramienia Unii na rzecz Ruchu Ludowego. Zasiadała w grupie chadeckiej, była członkinią m.in. Komisji Rybołówstwa oraz Komisji Rozwoju Regionalnego. W 2009 nie ubiegała się o reelekcję po konflikcie w partii. W 2010 zaangażowała się jednak w regionalną kampanię wyborczą kandydata UMP Didiera Roberta.
Odznaczona Legią Honorową V klasy (1999).